# Simpang Tiga Abadi
Simpang Tiga Abadi is een bestuurslaag in het regentschap Ogan Komering Ilir van de provincie Zuid-Sumatra, Indonesië. Simpang Tiga Abadi telt 1161 inwoners (volkstelling 2010).